# محمدرضا فروتن
محمدرضا فروتن (زادهٔ ۷ دی ۱۳۴۷) بازیگر، صداپیشه و خواننده  اهل ایران است. 
او حرفه بازیگری را در سال ۱۳۷۳ با بازی در فیلم هدف، آغاز کرد.او برای بازی در فیلم قرمز، برنده جوایز سیمرغ بلورین بهترین بازیگر نقش اول مرد از هفدهمین جشنواره فیلم فجر و تندیس زرین بهترین بازیگر نقش اول مرد از سومین دوره جشن خانه سینما شد. از دیگر جوایز دریافت شده توسط او سیمرغ بلورین بهترین بازیگر مرد بخش بین‌الملل از بیست و چهارمین جشنواره فیلم فجر برای بازی در فیلم به آهستگی است. 

## زندگی
بازی او در یکی از قسمت‌های مجموعه تلویزیونی سرنخ (قسمت تماشاخانه) به قدری تأثیرگذار بود که چند دقیقه بعد از پخش از تلویزیون، پیشنهاد بازی در فیلمی به  کارگردانی مسعود کیمیایی به او می‌شود.∗ وی با بازی در فیلم‌های مرسدس و اعتراض به شهرت رسید و سپس  فیلم‌های قرمز، دو زن، متولد ماه مهر، زیر پوست شهر، شب یلدا و زن دوم او را به یک بازیگر مطرح در سینمای ایران تبدیل کردند. او برای بازی در قرمز از هفدهمین جشنواره فیلم فجر و برای بازی در شب یلدا از پنجمین جشن خانه سینما جایزه بهترین بازیگر نقش اول مرد را به دست آورد. 
زوج هنری فروتن و هدیه تهرانی در فیلم قرمز پس از زوج خسرو شکیبایی و بیتا فرهی در هامون دومین زوج سینمایی تاریخ سینمای ایران بوده‌اند که برنده سیمرغ بلورین نقش اول مرد و زن سال شده‌اند. در سال ۱۳۷۷ دو فیلم پرفروش اول سال، فیلم‌های قرمز و دو زن با بازی فروتن بودند که هر دو فیلم در شمار آثار پرسروصدا و جریان‌ساز آن دهه بوده‌اند. 
او در سال ۱۳۹۰ در اولین سریال تلویزیونی خود به نام از یاد رفته سه نقش متفاوت را ایفا کرد. این سریال توانست بینندگان زیادی را به خود جلب کند. 

## کارنامه

### سینما
| سال  | فیلم                   | کارگردان                    |
| ---- | ---------------------- | --------------------------- |
| ۱۳۷۳ | هدف                    | بهرام کاظمی                 |
| ۱۳۷۳ | آخرین بندر             | حسن هدایت                   |
| ۱۳۷۴ | فاتح                   | بهرام ری‌پور                 |
| ۱۳۷۴ | ماه و خورشید           | محمدحسین حقیقی              |
| ۱۳۷۶ | مرسدس                  | مسعود کیمیایی               |
| ۱۳۷۷ | فریاد                  | مسعود کیمیایی               |
| ۱۳۷۷ | دو زن                  | تهمینه میلانی               |
| ۱۳۷۷ | قرمز                   | فریدون جیرانی               |
| ۱۳۷۸ | زیر پوست شهر           | رخشان بنی‌اعتماد             |
| ۱۳۷۸ | اعتراض                 | مسعود کیمیایی               |
| ۱۳۷۸ | متولد ماه مهر          | احمدرضا درویش               |
| ۱۳۷۹ | شب یلدا                | کیومرث پوراحمد              |
| ۱۳۸۰ | رقص با رؤیا            | محمود کلاری                 |
| ۱۳۸۱ | ملاقات با طوطی         | علیرضا داوودنژاد            |
| ۱۳۸۱ | بر باد رفته            | صدرا عبداللهی               |
| ۱۳۸۲ | سربازهای جمعه          | مسعود کیمیایی               |
| ۱۳۸۲ | شاه خاموش              | همایون شهنواز               |
| ۱۳۸۳ | هشت‌پا                  | علی‌رضا داوودنژاد            |
| ۱۳۸۳ | مجردها                 | اصغر هاشمی                  |
| ۱۳۸۳ | باغ‌های کندلوس          | ایرج کریمی                  |
| ۱۳۸۳ | بازنده                 | قاسم جعفری                  |
| ۱۳۸۴ | به‌آهستگی               | مازیار میری                 |
| ۱۳۸۴ | نوک برج                | کیومرث پوراحمد              |
| ۱۳۸۴ | وقتی همه خواب بودند    | فریدون حسن‌پور               |
| ۱۳۸۴ | خاک سرد                | رضا سبحانی                  |
| ۱۳۸۵ | اتوبوس شب              | کیومرث پوراحمد              |
| ۱۳۸۵ | حس پنهان               | مصطفی رزاق‌کریمی             |
| ۱۳۸۶ | کنعان                  | مانی حقیقی                  |
| ۱۳۸۶ | زن دوم                 | سیروس الوند                 |
| ۱۳۸۷ | پای پیاده              | فریدون حسن‌پور               |
| ۱۳۸۷ | محاکمه در خیابان       | مسعود کیمیایی               |
| ۱۳۸۷ | پستچی سه بار در نمی‌زند | حسن فتحی                    |
| ۱۳۸۷ | شبانه‌روز               | امید بنکدار، کیوان علیمحمدی |
| ۱۳۸۷ | میزاک                  | حسینعلی لیالستانی           |
| ۱۳۸۷ | عیار ۱۴                | پرویز شهبازی                |
| ۱۳۸۷ | دعوت                   | ابراهیم حاتمی‌کیا            |
| ۱۳۸۸ | چهل سالگی              | علیرضا رئیسیان              |
| ۱۳۸۸ | دیگری                  | مهدی رحمانی                 |
| ۱۳۸۸ | دموکراسی تو روز روشن   | علی عطشانی                  |
| ۱۳۸۹ | خیابان‌های آرام         | کمال تبریزی                 |
| ۱۳۹۰ | بی خداحافظی            | احمد امینی                  |
| ۱۳۹۰ | قصه‌ها                  | رخشان بنی‌اعتماد             |
| ۱۳۹۰ | پیمان                  | مجید فهیم‌خواه               |
| ۱۳۹۰ | تجریش ناتمام           | پوریا آذربایجانی            |
| ۱۳۹۰ | چارسو                  | فرهاد نجفی                  |
| ۱۳۹۱ | هیچ‌کجا هیچ‌کس           | ابراهیم شیبانی              |
| ۱۳۹۱ | دلتنگی‌های عاشقانه      | رضا اعظمیان                 |
| ۱۳۹۲ | متروپل                 | مسعود کیمیایی               |
| ۱۳۹۲ | طبقه هساث              | کمال تبریزی                 |
| ۱۳۹۲ | سایه روشن              | فرزاد مؤتمن                 |
| ۱۳۹۲ | فصل انار               | محسن شرفی‌نیا                |
| ۱۳۹۳ | شیفت شب                | نیکی کریمی                  |
| ۱۳۹۳ | خنده‌های آتوسا          | علیرضا فرید                 |
| ۱۳۹۴ | آااادت نمی‌کنیم         | ابراهیم ابراهیمیان          |
| ۱۳۹۴ | نگار                   | رامبد جوان                  |
| ۱۳۹۴ | نقطه کور               | مهدی گلستانه                |
| ۱۳۹۵ | مرداد                  | بهمن کامیار                 |
| ۱۳۹۶ | آقای سانسور            | علی جبارزاده                |
| ۱۳۹۷ | تولدت مبارک            | سمیه زارعی‌نژاد              |
| ۱۳۹۷ | سمفونی نهم             | محمدرضا هنرمند              |
| ۱۳۹۸ | نیلگون                 | حسین سهیلی‌زاده              |
| ۱۳۹۸ | فصل ماهی سفید          | قربان نجفی                  |
| ۱۴۰۰ | زنی با ارابه چوبی      | خداداد جلالی                |
| ۱۴۰۳ | بت                     | حمید نعمت‌الله               |

### فیلم تلویزیونی
| سال  | فیلم                     | کارگردان        | توضیحات               |
| ---- | ------------------------ | --------------- | --------------------- |
| ۱۳۸۹ | چشم آفتاب                | حسن لفافیان     | پخش از شبکه سه سیما   |
| ۱۳۸۸ | ذهن برتر                 | بهروز مفید      | پخش از شبکه تهران     |
| ۱۳۸۷ | ۵:۲۸                     | علی‌رضا بذرافشان | پخش از شبکه یک سیما   |
| ۱۳۸۷ | خرده جنایت‌های زن و شوهری | فرهاد آییش      | پخش از شبکه چهار سیما |

### تلویزیون
| سال تولید | نام مجموعه         | نقش           | کارگردان                  | پخش از  |
| --------- | ------------------ | ------------- | ------------------------- | ------- |
| ۱۳۸۷-۱۳۹۲ | سرزمین مادری       | سیدحشمت عبایی | کمال تبریزی               | شبکه سه |
| ۱۳۸۸-۱۳۸۹ | از یاد رفته        | مرتضی         | فریدون حسن‌پور             | شبکه یک |
| ۱۳۸۱      | روزهای بیاد ماندنی |               | همایون شهنواز تورج منصوری | شبکه یک |
| ۱۳۷۵      | سرنخ               |               | کیومرث پوراحمد            | شبکه یک |

### نمایش خانگی
| سال تولید | نام مجموعه  | کارگردان       | نقش                     |
| --------- | ----------- | -------------- | ----------------------- |
| ۱۴۰۲      | عقرب عاشق   | حسین سهیلی‌زاده | سیروس عقرب‌چی ( سیریوس ) |
| ۱۴۰۰      | جزیره       | سیروس مقدم     | شاهد شاهنگ              |
| ۱۳۹۸      | مانکن       | حسین سهیلی‌زاده | اخگر کوهسنگی            |
| ۱۳۹۱      | رالی ایرانی | آرش معیریان    |                         |

### تئاتر
- رومئو و ژولیت (به کارگردانی علی رفیعی)، تالار وحدت، ۱۳۷۹[۴]

### صداپیشگی
- گویندگی برنامه‌های رادیویی زیباشناسی و یکی بود یکی نبود از رادیو فرهنگ، ۱۳۸۶[۵]
- گویندگی برنامه رادیویی چهار فصل از رادیو جوان، ۱۳۸۷[۶]
- گویندگی برنامه تلویزیونی همین حوالی از شبکه سه سیما، ۱۳۸۹[۷]
- دوبله نقش طاهر رحیم در فیلم گذشته به کارگردانی اصغر فرهادی، ۱۳۹۲[۸]
- قصه‌خوانی برنامه قصه ظهر جمعه از رادیو ایران، ۱۳۹۴[۹]
- بازی در نمایش رادیویی مجردها از رادیو نمایش، آذرماه ۱۳۹۹[۱۰]

### خوانندگی
- آهنگ فیلم متروپل، ساختهٔ مسعود کیمیایی، ۱۵ بهمن ۱۳۹۲
- آلبوم می‌فهممت، ۲۶ بهمن ۱۳۹۵ (ترانه‌سرا: افشین یداللهی، آهنگ‌ساز: بابک زرین، تنظیم‌کنندگان: سیروان خسروی، بابک زرین، امیرمیلاد نیکزاد، رضا تاج‌بخش، نوازندگان: همایون نصیری، کریم قربانی، بابک ریاحی‌پور، رضا تاج‌بخش، علی جعفری پویان، میثم مروستی، فیروز ویسانلو، یاشار خسروی، میلاد عالمی)
- اینستاگرام ۱۳ مرداد ۱۳۹۸ (ترانه‌سرا: اندیشه فولادوند، آهنگ‌ساز: کارن همایونفر، تنظیم: احسان بیرقدار)
- هیهات ۲ شهریور ۱۳۹۸ (ترانه‌سرا: اندیشه فولادوند، آهنگ‌ساز: کارن همایونفر، گیتار: فیروز ویسانلو، تنظیم: احسان بیرقدار)
- نفس بکش ۱۲ آبان ۱۳۹۸ (ترانه‌سرا: اندیشه فولادوند، آهنگ‌ساز: کارن همایونفر، تنظیم: احسان بیرقدار)
- ژنتیک ۱۰ دی ۱۳۹۸ (ترانه‌سرا: اندیشه فولادوند، آهنگ‌ساز: کارن همایونفر، تنظیم: احسان بیرقدار)

## جوایز
- نامزد سیمرغ بلورین بهترین بازیگر نقش اول مرد از شانزدهمین جشنواره فیلم فجر برای بازی در فیلم مرسدس - ۱۳۷۶
- برنده سیمرغ بلورین بهترین بازیگر نقش اول مرد از هفدهمین جشنواره فیلم فجر برای بازی در فیلم قرمز - ۱۳۷۷
- برنده سیمرغ بلورین بهترین بازیگر مرد از بخش بین‌الملل بیست و چهارمین جشنواره فیلم فجر برای بازی در فیلم به آهستگی - ۱۳۸۴
- نامزد سیمرغ بلورین بهترین بازیگر نقش اول مرد از بیست و ششمین جشنواره فیلم فجر برای بازی در فیلم کنعان - ۱۳۸۶
- نامزد سیمرغ بلورین بهترین بازیگر نقش اول مرد از بیست و هفتمین جشنواره فیلم فجر برای بازی در فیلم عیار ۱۴ - ۱۳۸۷
- نامزد سیمرغ بلورین بهترین بازیگر نقش اول مرد از بیست و هشتمین جشنواره فیلم فجر برای بازی در فیلم چهل سالگی -۱۳۸۸
- برنده تندیس زرین بهترین بازیگر نقش اول مرد از سومین دوره جشن خانه سینما برای بازی در فیلم قرمز - ۱۳۷۸
- نامزد تندیس زرین بهترین بازیگر نقش اول مرد از چهارمین دوره جشن خانه سینما برای بازی در فیلم زیر پوست شهر - ۱۳۷۹
- برنده تندیس زرین بهترین بازیگر نقش اول مرد از پنجمین جشن خانه سینما برای بازی در فیلم شب یلدا - ۱۳۸۰
- نامزد تندیس زرین بهترین بازیگر نقش اول مرد از دهمین جشن خانه سینما برای بازی در فیلم به آهستگی - ۱۳۸۵
- نامزد تندیس زرین بهترین بازیگر نقش مکمل مرد در یازدهمین جشن خانه سینما برای بازی در فیلم اتوبوس شب - ۱۳۸۶
- نامزد تندیس زرین بهترین بازیگر نقش اول مرد از چهاردهمین جشن خانه سینما برای فیلم دیگری - ۱۳۸۹
- بهترین بازیگر نقش اول مرد سال به انتخاب نویسندگان و منتقدان برای بازی در فیلم قرمز - ۱۳۷۸
- سومین بازیگر نقش اول مرد سال به انتخاب نویسندگان و منتقدان برای بازی در فیلم زیر پوست شهر - ۱۳۷۹
- بهترین بازیگر نقش اول مرد سال به انتخاب نویسندگان و منتقدان برای بازی در فیلم شب یلدا - ۱۳۸۰[۱۱]
- نامزد بهترین بازیگر نقش اول مرد در دومین جشن انجمن منتقدان و نویسندگان سینمایی برای بازی در فیلم کنعان - ۱۳۸۷
- برنده جایزه بهترین بازیگر نقش اول مرد از سومین جشن منتقدان و نویسندگان سینمایی برای بازی در فیلم عیار ۱۴ - ۱۳۸۸
- برنده جایزه حافظ بهترین بازیگر نقش اول مرد از پنجمین جشن دنیای تصویر برای بازی در فیلم شب یلدا
- برنده جایزه بهترین بازیگر نقش اول مرد از جشنواره بین‌المللی فیلم بمبئی برای بازی در فیلم فصل ماهی سفید - ۱۳۹۸[۱۲]
- نامزد دریافت تندیس حافظ بهترین بازیگر مرد درام برای بازی در سریال مانکن از جشن حافظ - ۱۳۹۹[۱۳]

## حاشیه‌ها
شنبه شب، ۱۵ شهریور ۱۳۹۹ خبری مبنی بر تغییر جنسیت محمدرضا فروتن در شبکه‌های اجتماعی منتشر شد که بازتاب فراوانی بین فعالان رسانه‌ای داشت.
بنابر ادعای برخی کاربران در توییتر، عمل تغییر جنسیت فروتن، دو ماه قبل از انتشار این خبر در آلمان صورت گرفته بوده‌است. اما کمتر از بیست و چهار ساعت بعد از انتشار این خبر محمدرضا فروتن با انتشار پستی در صفحه اینستاگرام خود آن را تکذیب کرد و نوشت: 
«هموطنان عزیزم
خبری که شب گذشته در مورد من در شبکه‌های اجتماعی و رسانه‌های جمعی منتشر شده‌است دروغ و به دور از حقیقت است. ضمن احترام به تمامی تفاوت‌های جنسیتی، خبر منتشر شده را به تمامی تکذیب می‌کنم. حق پیگیری و شکایت از رسانه‌ها و اشخاصی که چنین اطلاعات نادرستی را بدون هرگونه تحقیق و کاوش در سطح جامعه منتشر می‌کنند برای خویش محفوظ می‌دانم.»
— محمدرضا فروتن، 